# Курилов, Василий Иванович
Василий Иванович Курилов (бел. Васіль Іванавіч Курылаў; 30 ноября 1947, Брест — 12 ноября 2019, Брест) — советский футболист, полузащитник; белорусский футбольный тренер. Мастер спорта СССР.

## Биография
Воспитанник брестской ДЮСШ-4. В 1965 году провёл один матч за брестский «Спартак» во второй лиге. В 1966—1968 годах сыграл 27 матчей, забил 4 гола за «Динамо» Минск в чемпионате СССР. В 1969—1970 годах играл в составе «Металлурга» Запорожье. Далее выступал за команды второй лиги «Авангард» Севастополь (1971), «Авангард» Ровно (1972), «Колос» Полтава (1973—1974), «Буг»/«Динамо» Брест (1975—1978); в течение трёх месяцев 1978 года забил три гола прямым ударом с углового.
Начиная с сезона-1979 работал вторым тренером и начальником команды в «Динамо», с мая 1982 до конца года исполнял обязанности старшего тренера. В течение двух лет обучался в Высшей школе тренеров. Работал начальником команды и в 1992 году исполняющим обязанности главного тренера «Вереса». В 1993 — тренер, в 1993—1994 — главный тренер в «Динамо» Брест.
В составе юношеской сборной СССР победитель юниорского турнира УЕФА 1966.